# Chrysogaster hirtella
Chrysogaster hirtella är en tvåvingeart som beskrevs av Friedrich Hermann Loew 1843. Chrysogaster hirtella ingår i släktet ängsblomflugor, och familjen blomflugor. Inga underarter finns listade i Catalogue of Life.